# Richard Stone (Politiker)

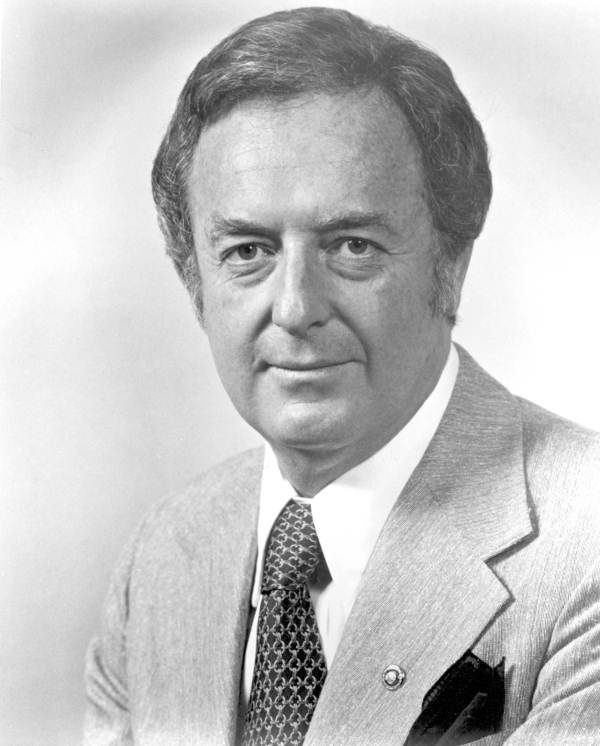
Richard Stone

Richard Bernard Stone (* 22. September 1928 in New York City, New York; † 28. Juli 2019 in Rockville, Maryland) war ein US-amerikanischer Diplomat und Politiker der Demokratischen Partei. Von 1975 bis 1980 saß er für den US-Bundesstaat Florida im US-Senat.

## Frühes Leben und Familie
Stone wurde in New York City geboren. Kurz nach seiner Geburt zogen seine Eltern mit ihm nach Florida in das Miami-Dade County, wo er die Schulen besuchte. Fortan studierte er Jura an der Harvard University. 1949 erhielt er dort seinen Bachelor of Arts. Der Bachelor of Laws wurde ihm 1954 von der Columbia University verliehen. 1955 kehrte er nach Florida zurück und wurde als Rechtsanwalt zugelassen. Er eröffnete eine eigene Kanzlei in Miami. 1966 wurde er Staatsanwalt der Stadt Miami.
Stone war mit Marlene Lois Stone verheiratet und hatte mit ihr drei Kinder.

## Karriere
Erste politische Erfahrungen sammelte Stone ab 1967 im Senat von Florida. Nach drei Jahren als Senator wurde er 1970 zum Secretary of State von Florida ernannt.
Bei den Vorwahlen der Demokratischen Partei für den Senatssitz von Florida, der 1974 zur Wahl stand, setzte sich Stone erfolgreich gegen elf Kandidaten durch. Kandidat der Republikaner war der Millionär Jack Eckerd. Stone konnte sich bei der Hauptwahl gegen Eckerd durchsetzen. Nachdem Stones Vorgänger, Edward Gurney, seinen Rücktritt zum 31. Dezember 1974 einreichte, wurde Stone am 1. Januar 1975, zwei Tage früher als eigentlich vorgesehen, als Senator vereidigt. Während seiner Amtszeit als Senator war Stone Mitglied des United States Senate Committee on Agriculture, Nutrition and Forestry und des United States Senate Committee on Foreign Relations. Dort setzte er sich besonders stark für die Ratifizierung der Torrijos-Carter-Verträge ein.
Seine Bemühungen für eine Wiederwahl 1980 blieben erfolglos. In den Vorwahlen der Demokraten konnte er sich nicht gegen sechs andere Kandidaten durchsetzen. Bill Gunter wurde stattdessen nominiert. Bei der Hauptwahl im November 1980 konnte sich Gunter nicht gegen die Republikanerin Paula Hawkins durchsetzen. Stone erklärte seinen Rücktritt zum 31. Dezember 1980 und schied somit drei Tage vor dem regulären Ende seiner Amtszeit aus dem Senat aus.
Nachdem Stone aus dem Senat ausgeschieden war, war er wieder als Rechtsanwalt tätig. Während der Amtszeit von US-Präsident Ronald Reagan war Stone wiederholt in speziellen Kommissionen oder als Berater für Reagan tätig. 1983 wurde Stone dann von Reagan zum Gesandten für Zentralamerika ernannt. 1984 wurde er nach Differenzen mit dem Department of State wieder abberufen. Präsident George H. W. Bush ernannte Stone im Jahr 1991 zum Botschafter der Vereinigten Staaten in Dänemark. Bis zum Oktober 1993 blieb er Vertreter der Vereinigten Staaten in Dänemark. Bis in das Jahr 1998 war Stone dann noch in verschiedenen Positionen in der Wirtschaft tätig. Seither hatte er sich ins Privatleben zurückgezogen. Stone starb 2019 im Alter von 90 Jahren.